# Sender Sambach
Der Sender Sambach war eine 1953 in Betrieb genommene Einrichtung des American Forces Network (AFN) zur Verbreitung des Radioprogramms "AFN PowerNet" auf 1107 kHz mit 10 kW-Sendeleistung für den Raum Kaiserslautern. Er lag südöstlich des Otterbacher Ortsteils Sambach und verwendete einen für die geringe Sendeleistung ungewöhnlich hohen Sendemast von 136 m als Antenne, weil dieser Sender vor Inkrafttreten des Genfer Wellenplans 1978 auf der Frequenz 611 kHz arbeitete, weshalb seinerzeit ein derart hoher Mast errichtet wurde. Der Sendemast des AFN-Senders Otterbach war als selbststrahlender Sendemast gegen Erde isoliert ausgeführt. Er war eine Stahlfachwerkkonstruktion mit dreieckigem Querschnitt, welche von neun mit Gurtbandisolatoren unterteilten Pardunen gehalten wurde.
Am 31. August 2014 wurde der AFN-Sender im Zuge von Einsparungsmaßnahmen abgeschaltet und der Sendemast am 5. August 2020 ca. um 14 Uhr gesprengt.